# Hypanartia lethe
Hypanartia lethe (denominada popularmente, em língua inglesa, de Orange Mapwing ou Orange Admiral) é uma borboleta neotropical da família Nymphalidae e subfamília Nymphalinae, encontrada do sul dos Estados Unidos (no Texas) e do México até o Paraguai, Uruguai e norte da Argentina. Foi classificada por Johan Christian Fabricius, com a denominação de Papilio lethe, em 1793. A procedência do espécime tipo está descrita como "Indiis".

## Descrição
Indivíduos desta espécie possuem as asas de contornos moderadamente serrilhados, vistos por cima, com tonalidade principal em laranja e destacados desenhos em amarelo e negro, na metade apical da asa anterior. Apresenta um prolongamento anguloso em cada metade inferior das asas posteriores, com desenho próximo formando um contorno de três lúnulas em negro e branco. Por baixo o padrão é o de uma folha seca, com um tipo de camuflagem disruptiva em marrom e amarelo-pálido e com discretos ocelos.

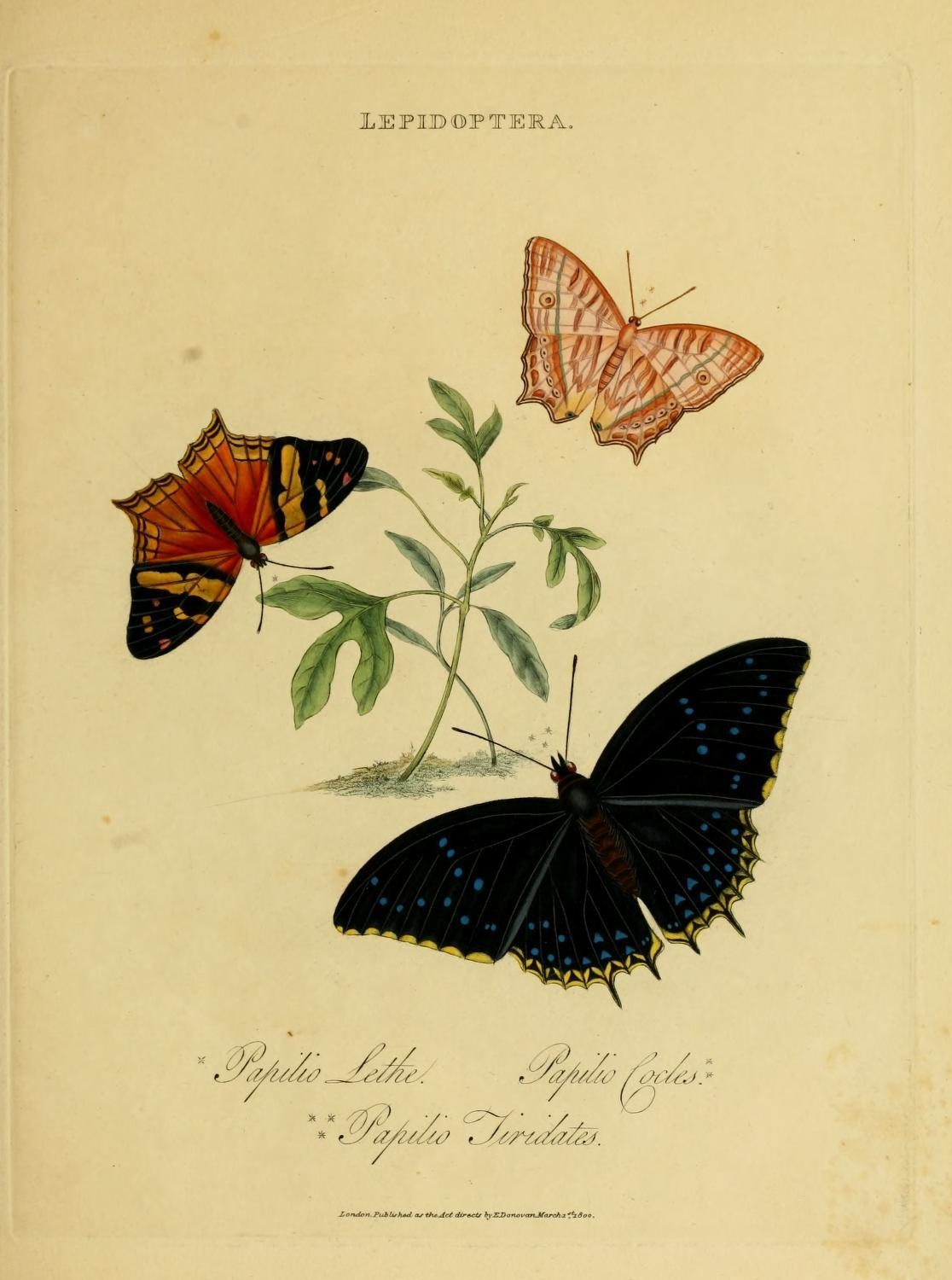
H. lethe é a ilustração à esquerda, nesta gravura de 1800 por Edward Donovan.
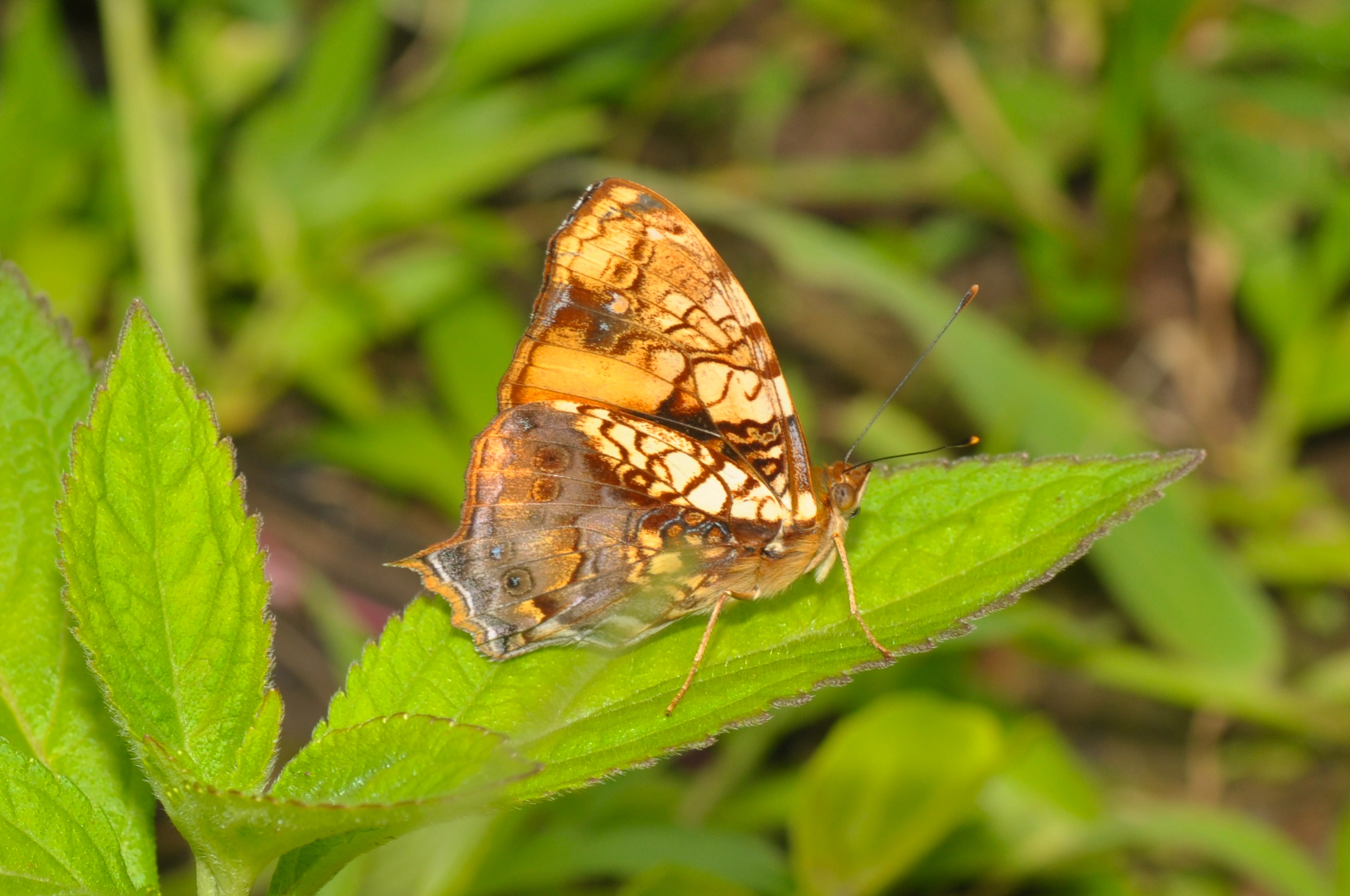
H. lethe em repouso, vista inferior.

## Hábitos e alimentação das lagartas
Ambos os sexos são normalmente encontrados em habitats de bordas de floresta secundária, entre 300 e 1.700 metros de altitude, voando e se alimentando de substâncias retiradas de plantas em decomposição ou da umidade do solo. Se estabelecem periodicamente para descansar em folhagem, com as asas eretas. Suas lagartas se alimentam de plantas do gênero Phenax, Boehmeria, Celtis, Sponia e Trema.

## Diferenciação entre espécies
As borboletas Hypanartia lethe podem ser confundidas com outra espécie do mesmo gênero, Hypanartia bella, por vezes frequente nos mesmos locais. A diferença desta para bella é que, em bella, o contorno das asas posteriores apresenta desenho mais complexo e as manchas da área apical das asas anteriores apresentam tonalidade branca.

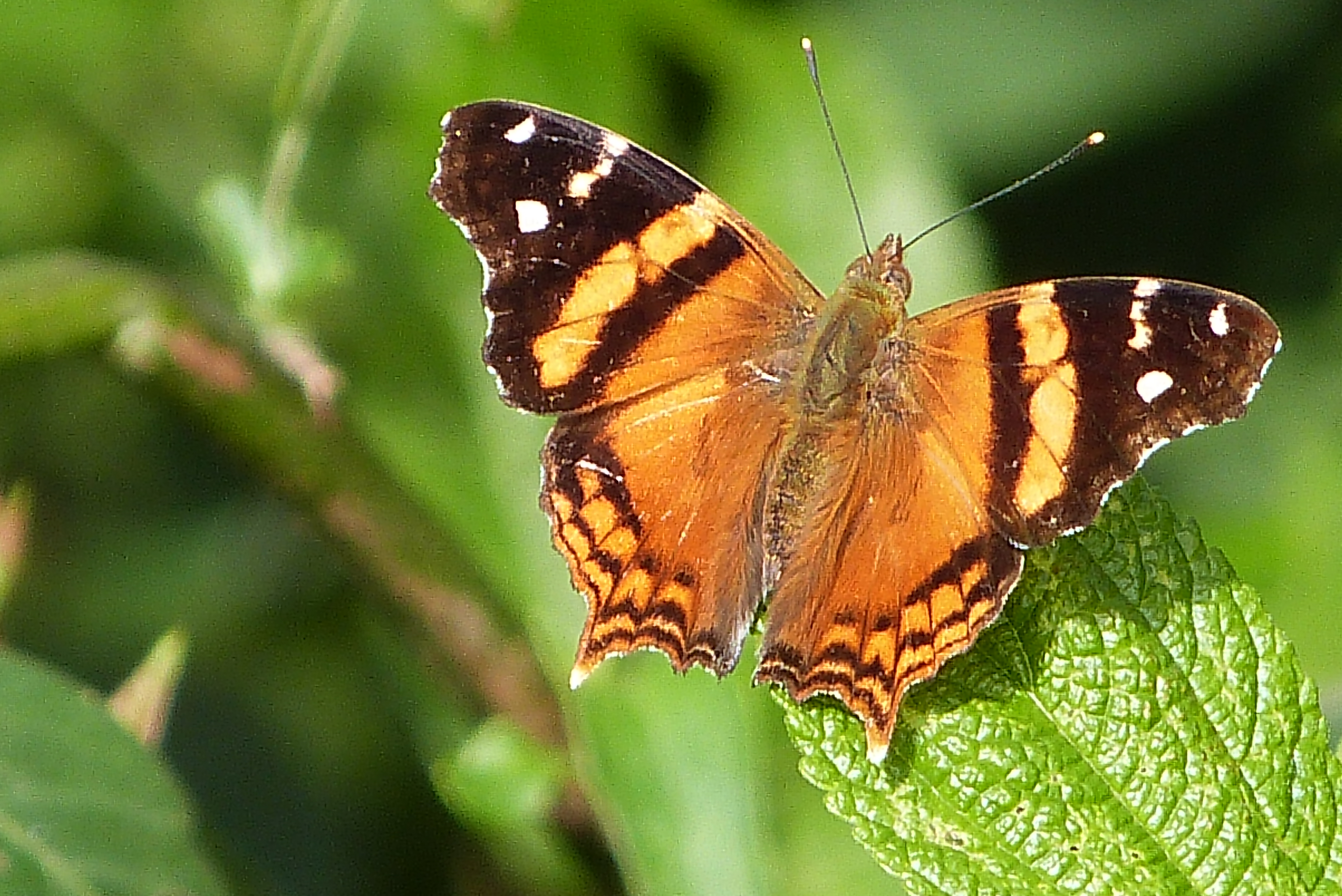
H. bella, vista superior.